# John Lombe

Gedenkplatte für John Lombe an der Exeter Bridge in Derby, im Hintergrund die erhaltenen Gebäudeteile der Derby Silk Mill

John Lombe (* um 1693 in Norwich, Großbritannien; † 20. November 1722 in Derby, Großbritannien) war ein englischer Seiden-Produzent und Industriespion des 18. Jahrhunderts. Er stammte aus einer Familie, die schon lange in der Woll- und Seidenweberei tätig war. 
Die englische Seidenweberei hinkte damals der italienischen Seidenweberei im Piemont, Lucca u. a. qualitativ hinterher, da sie das Geheimnis zur Herstellung eines starken Kettfadens nicht zu lösen vermochte. Sie musste also die Kettfäden importieren, was den Preis hochtrieb und angesichts der wachsenden Nachfrage zur Industriespionage einlud. 
1714 reiste John Lombe auf Kosten seines Halbbruders, des Seidenhändlers Thomas Lombe (1685–1739) von London nach Leghorn, um das streng geschützte Geheimnis der Italiener auszuspionieren. Mit Hilfe eines Bestechungsgeldes wurde er in eine Seidenspinnerei in Lucca(?) vermittelt. Abends fertigte er dort genaue Zeichnungen der Maschine (sog. Wurf-Maschine) und ihrer Einzelteile an und schmuggelte diese in einem Seidenballen versteckt hinaus. Als er enttarnt wurde, gelang ihm die Flucht auf ein britisches Handelsschiff und zurück nach London.
Nach Johns Rückkehr erwarb sein Halbbruder Thomas am 9. September 1718 ein Patent auf drei Maschinentypen. In angemieteten Räumen begannen sie mit der Produktion. Parallel dazu errichteten die Brüder um 1720  in Derby am Fluss Derwent eine moderne Textilfabrik, die insgesamt über 30.000 £ kostete und zehn Jahre später ca. 300 Arbeiter hatte. Sie besaß fünf Stockwerke  und 468 Fenster. Die Maschinen wurden über ein Zahnradgetriebe (ca. 97.000 Einzelteile) von einem Wasserrad angetrieben. Die tägliche Kapazität betrug 318.504.960 Yards Seidenfaden. Als Ingenieur diente George Sorocold (ca. 1668–1738). Die mehrfach umgebaute Fabrik ist heute ein Seidenmuseum, das Derby Industrial Museum.
1722 starb John Lombe im Alter von 29 Jahren. Man vermutete eine langsamwirkende Vergiftung durch eine bei ihm angestellte Italienerin. Der Erfolg des Unternehmens hielt sich in Grenzen. Die Maschine und die Fabrik wurden jedoch zum Vorbild für künftige Produktionen.